# Reserva Forestal Montes de la Virgen
La Reserva Forestal Montes de la Virgen es un ecosistema natural de gran importancia ubicado en el departamento de Lambayeque, Perú. Con una superficie histórica mucho mayor, tiene una extensión estimada de 75 hectáreas según la Resolución Ejecutiva Regional Nº 625-2011-GR.LAMB/PR del Gobierno Regional de Lambayeque; se caracteriza por la singular combinación de bosque seco costero y extensas dunas de arena, lo que la convierte en un hábitat crucial para la biodiversidad adaptada a condiciones áridas. Es reconocida por su rol en la conservación de especies nativas y por los esfuerzos regionales para su protección y recuperación.

## Geografía y Clima
La Reserva Forestal Montes de la Virgen se sitúa al sur de la ciudad de Lambayeque, a la altura del kilómetro 780 de la Panamericana Norte, aproximadamente en las coordenadas 6°45′30″S 79°54′0″O / -6.75833, -79.90000. Su paisaje está dominado por un sistema de dunas y áreas de vegetación arbórea, siendo un accidente geográfico notable en el entorno costeño.
El clima de la zona es desértico costero, caracterizado por altas temperaturas, baja humedad relativa y precipitación muy escasa, típicas de la costa norte peruana. A pesar de estas condiciones, el ecosistema alberga una notable adaptabilidad de la flora y fauna locales.

## Biodiversidad

### Flora
La vegetación de la reserva está dominada por especies adaptadas a la aridez y los suelos arenosos. El algarrobo (Prosopis pallida) es la especie arbórea emblemática y dominante, formando bosques densos que son vitales para la estabilidad ecológica de la zona. Es considerado el último algarrobal denso del Perú, con una antigüedad de más de mil años. Otras especies arbóreas y arbustivas incluyen el faique (Acacia macracantha) y diversas plantas herbáceas que emergen estacionalmente.

### Fauna
La fauna de la Reserva Forestal Montes de la Virgen es diversa y se compone de especies adaptadas al bosque seco y las dunas. Entre las aves se pueden encontrar especies residentes y migratorias, mientras que los reptiles y mamíferos pequeños también forman parte de este ecosistema. A menudo, estas poblaciones son importantes por su endemismo o por estar bajo algún grado de amenaza.

## Estado de Conservación y Gestión
La Reserva Forestal Montes de la Virgen ha sido declarada prioridad regional por el Gobierno Regional de Lambayeque debido a la constante presión por deforestación, expansión urbana y extracción ilegal de arena y otros recursos.
Se han impulsado diversos proyectos de reforestación con algarrobo y otras especies nativas para recuperar su cobertura vegetal y mitigar los efectos del cambio climático. La gestión de la reserva busca fortalecer su protección y promover un uso sostenible que beneficie tanto al ambiente como a las comunidades locales. Recientemente, se ha anunciado que la reserva contará con cerco perimétrico y un pozo de extracción de agua como parte de las medidas para su protección y manejo.